# Homalodotheriidae
De Homalodotheriidae zijn een familie van uitgestorven zoogdieren uit het Vroeg-Oligoceen tot Laat-Mioceen.

## Kenmerken
De Homalodotheriidae kenmerkten zich door de gebogen, geklauwde tenen, waardoor deze familie werd vergeleken met de Chalicotheriidae van de Oude Wereld en Noord-Amerika. Veel soorten waren niet groter dan konijnen, maar sommige leken meer op paarden of nijlpaarden. De meesten hadden hoeven, maar Homalodotherium had klauwen aan alle vier vingers van elke poot. Zijn voorpoten waren lang. De grootste exemplaren konden twee meter lang worden. Het hoofd en het lichaam leken een beetje op een paard, de ledematen waren zwaar en niet geschikt om snel te lopen.

## Leefwijze
Het waren herbivoren, die vermoedelijk leefden van bladgroen. De klauwen werden waarschijnlijk gebruikt om de bladeren van de bomen te grazen, staande op de achterpoten om hogere takken te kunnen grijpen.

## Verspreiding
De Homalodotheriidae waren algemeen vertegenwoordigd in Zuid-Amerika (Argentinië).

## Geslachten
- † Asmodeus Ameghino, 1894
- † Chasicotherium Cabrera & Kraglievich, 1931
- † Homalodotherium Huxley, 1870
- † Trigonolophodon Roth, 1903